# Nacho Novo
Ignacio Javier Gómez Novo, mais conhecido como Nacho Novo (Ferrol, 26 de março de 1979), é um futebolista espanhol que atua como atacante. Atualmente, defende o Huesca.
Mesmo tendo declarado em diversas oportunidades que gostaria de encerrar sua carreira no Rangers, acabou aceitando uma proposta do Sporting de Gijón, firmando um contrato de duas temporadas, após passar as últimas nove no futebol escocês, sendo seis no Rangers. Permaneceu em Gijón durante uma temporada e meia, quando deixou o clube e acertou um contrato de quatro meses com o Legia Warszawa. Apesar do bom desempenho, não renovou seu contrato e deixou o clube após o término da temporada. Pouco tempo depois, foi anunciado como novo reforço do Huesca.

## Títulos
Rangers
- Campeonato Escocês: 2004/05, 2008/09, 2009/10
- Copa da Liga Escocesa: 2004/05, 2007/08, 2009/10
- Copa da Escócia: 2007/08, 2008/09

Legia Warszawa
- Copa da Polônia: 2011/12